# Virmajärvi
Virmajärvi è un piccolo lago lungo il confine tra la Finlandia, comune di Ilomantsi, e la Russia, rajon di Suojarvskij nella Repubblica di Carelia.
Lungo all'incirca un chilometro, è celebre perché il punto più orientale della Finlandia e dell'Unione europea continentale è ubicato su un'isoletta del lago medesimo.